# Springfield (Virginie)
Pour les articles homonymes, voir Springfield.
Springfield est une localité américaine située dans le comté de Fairfax, en Virginie.